# Siegfried Berger (Bürgerrechtler)

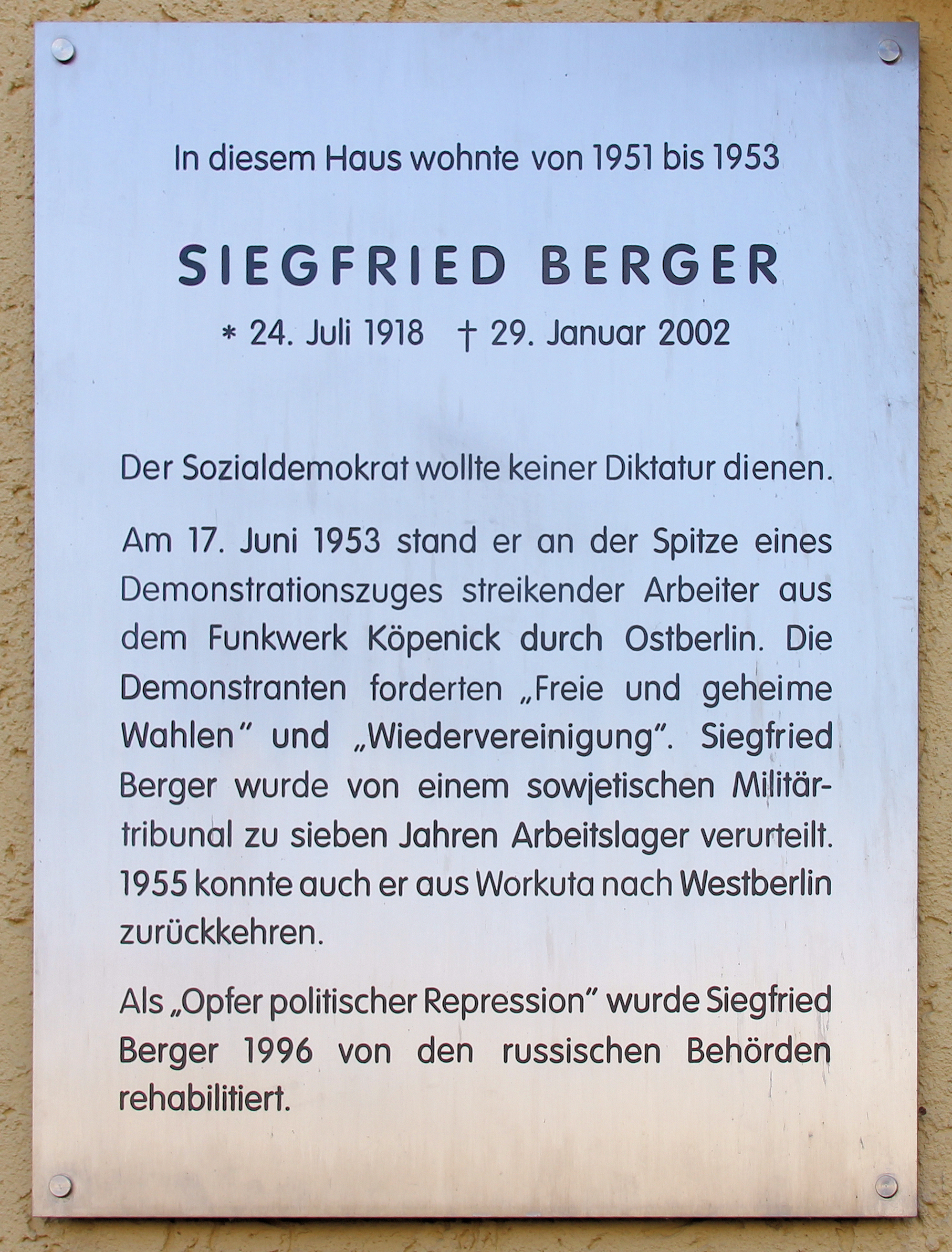
Gedenktafel am Haus Römerweg 40, in Berlin-Karlshorst

Siegfried Berger (* 24. Juni 1918 in Sebnitz; † 29. Januar 2002 in Kiel) war ein deutscher  sozialdemokratischer Widerstandskämpfer gegen die DDR-Diktatur. Er war in der Deutschen Demokratischen Republik (DDR) illegal für das Ostbüro der SPD tätig und Streikführer beim Aufstand des 17. Juni 1953. Für seine Teilnahme daran wurde er zu sieben Jahren Haft im Arbeitslager Workuta in Sibirien verurteilt. 1955 kehrte er zurück.

## Leben
Berger, Sohn eines Metallarbeiters und Bäckers, besuchte bis 1930 die Versuchsschule und danach die Höhere Versuchsschule in Dresden. Er war Mitglied in der Arbeiterjugendorganisation Reichsarbeitsgemeinschaft der Kinderfreunde, dem Arbeitersportverein, dem Arbeiter-Mandolinenbund und der Sozialistischen Arbeiter-Jugend (SAJ). Von 1938 bis 1940 studierte Berger Ingenieurwesen und wurde dann als Zivilingenieur dienstverpflichtet. 1945 geriet er – obwohl nicht Angehöriger der deutschen Wehrmacht – in amerikanische Kriegsgefangenschaft, aus der er im Oktober 1945 entlassen wurde.
1946 arbeitete Berger im SAG-Betrieb Sachsenwerk in Radeberg und leitete dort nach der Zwangsvereinigung von SPD und KPD zur SED eine illegale sozialdemokratische Gruppe, die Kontakt zum Ostbüro der SPD hielt. Im September 1950 zog Berger nach Ost-Berlin um und wurde Entwicklungsingenieur im VEB Funkwerk Köpenick, wo er wiederum eine illegale, sozialdemokratische Gruppe aufbaute. Berger schmuggelte in Zusammenarbeit mit dem Ostbüro der SPD Funkgeräte und andere Logistik illegal in die DDR.
Während des Volksaufstandes in der DDR am 17. Juni 1953 war Berger Streikführer im Funkwerk Köpenick. Am 20. Juni wurde er verhaftet und am 2. Juli durch ein sowjetisches Militärtribunal zu sieben Jahren Arbeitslager verurteilt. Im Mai 1954 wurde er ins sibirische Arbeitslager Workuta gebracht. Im Oktober 1955 kehrte Berger nach Berlin zurück und erfuhr, dass ihn das MfS erneut wegen der Arbeit für das SPD-Ostbüro verhaften und verurteilen will. Er übersiedelte dann nach Hamburg, später nach Kiel. Dort arbeitete er als Ingenieur.
Er blieb aktives SPD-Mitglied. Bis zu seinem Tod im Jahr 2002 war Berger im SPD-Arbeitskreis ehemaliger politischer Häftlinge in Kiel aktiv.
An seinem Wohnhaus am Römerweg 40 in Berlin-Karlshorst befindet sich eine Gedenktafel.

## Publikationen
- Siegfried Berger: „Ich nehme das Urteil nicht an“. Ein Berliner Streikführer des 17. Juni vor dem sowjetischen Militärtribunal. 4., durchges. Auflage. Berlin 2007, ISBN 978-3-934085-10-7.